# Michael Baur
Michael Baur (* 16. April 1969 in Innsbruck) ist ein ehemaliger österreichischer Fußballspieler auf der Position eines Innenverteidigers. Seit 2010 ist er als Trainer tätig.

## Karriere
Michael Baur war Nachwuchsspieler des SV Innsbruck als er im Alter von 19 Jahren von Ernst Happel entdeckt wurde. Der Innenverteidiger begann seine aktive Profikarriere bei 1989 beim FC Swarovski Tirol. Der Innsbrucker wurde bereits in seinem ersten Jahr als Profi österreichischer Meister. Sein Debüt in der österreichischen Fußballnationalmannschaft gab Michael Baur am 30. Mai 1990 beim 3:2-Sieg über die Niederlande, als er zur Halbzeitpause für den Obersteirer Kurt Russ auf den Rasen kam. Er war zudem in den Kader der Fußball-Weltmeisterschaft 1990 in Italien aufgenommen worden, kam dort allerdings zu keinem Einsatz. 
Nach sieben Jahren mit Innsbruck in der ersten österreichischen Liga wechselte er für einen kurzen Abstecher zu den Urawa Red Diamonds in die erste japanische Liga. Bereits nach einer Saison kehrte Michael Baur nach Österreich zum FC Tirol Innsbruck zurück und gewann dort von 2000 bis 2002 den österreichischen Meisterschaftshattrick, ehe der Klub Konkurs anmeldete. In dieser Zeit kam Michael Baur nach sechs Jahren Pause auch wieder zu Länderspieleinsätzen. 
Nach dem Konkurs seines Stammvereins in der Bundesliga folgte der Verteidiger seinem Trainer Kurt Jara nach Deutschland zum Hamburger SV. Anfangs noch mit ansprechender Einsatzzeit versehen, rutschte er bis in die zweite Mannschaft der Hamburger ab. Nach einem enttäuschenden Jahr kam er wieder zurück nach Österreich zu Pasching und als diese ihre Lizenz an den SK Austria Kärnten verkauften, wechselte er 2007 zum LASK. Dort beendete Baur seine aktive Karriere und war danach von Februar bis Oktober 2010 als Scout für den Österreichischen Fußball-Bund tätig. Nebenbei arbeitete er von April bis Oktober 2010 auch als Individualtrainer an der AKA Tirol.
Von Oktober 2010 bis März 2011 war Baur zunächst neben Helmut Kraft (bis November 2010) und danach neben Georg Zellhofer (ab November 2010 bis März 2011) als Co-Trainer bei seinem letzten Verein, dem LASK, engagiert. Parallel dazu war er von Juli bis Dezember 2011 unter Andreas Herzog auch Co-Trainer der österreichischen U-21-Nationalmannschaft.
Am 21. Dezember 2011 gab der USK Anif (Regionalliga West) bekannt, dass Michael Baur der neue Trainer wird. Er amtierte dort bis 2014 und schaffte dann von dort seinen bisher größten Karrieresprung als Trainer: Am 7. Mai 2014 gab der österreichische Bundesligist SV Grödig bekannt, dass Baur neuer Cheftrainer und damit Nachfolger von Adi Hütter wird. Im Juni 2015 wurde Baur als Trainer vom SV Grödig entlassen. Ab Juli 2017 war er Cheftrainer des ehemaligen Bundesligisten Schwarz-Weiß Bregenz (2005). Im Sommer 2019 übernahm er den Trainerposten beim FC Kitzbühel und war dort bis Sommer 2020 Trainer. Danach arbeitete er eine Saison lang als Trainer der U-16-Mannschaft an der AKA Tirol.
Im Juni 2021 wurde Baur Co-Trainer beim FC Admira Wacker Mödling. Dort war er unter Andreas Herzog als Co-Trainer aktiv und verließ mit diesem zu Saisonende 2021/22 den Verein. Seitdem ist er als U-18-Trainer an der AKA Tirol beschäftigt.
Im Jahr 2019 gründete er die MB Michael Baur Fußballschule, über die er unter anderem Fußballtrainingscamps im Nachwuchsbereich organisiert.

## Erfolge
- 4 × Österreichischer Meister: 1989/90, 1999/2000, 2000/01, 2001/02
- 1 × Österreichischer Vizemeister: 1990/91
- 1 × Österreichischer Cupsieger: 1992/93
- 1 × Österreichischer Cupfinalist: 2000/01
- 40 Länderspiele und 5 Tore für die österreichische Fußballnationalmannschaft von 1990 bis 2002

Als Trainer:
- Aufstieg in die 3. Vorrunde der Europa League mit dem SV Grödig

## Privates
Nach Volks- und Hauptschule absolvierte Baur die Handelsakademie, die er mit der Matura abschloss.
Baur ist verheiratet und Vater zweier Kinder.